# Škoda 14Tr

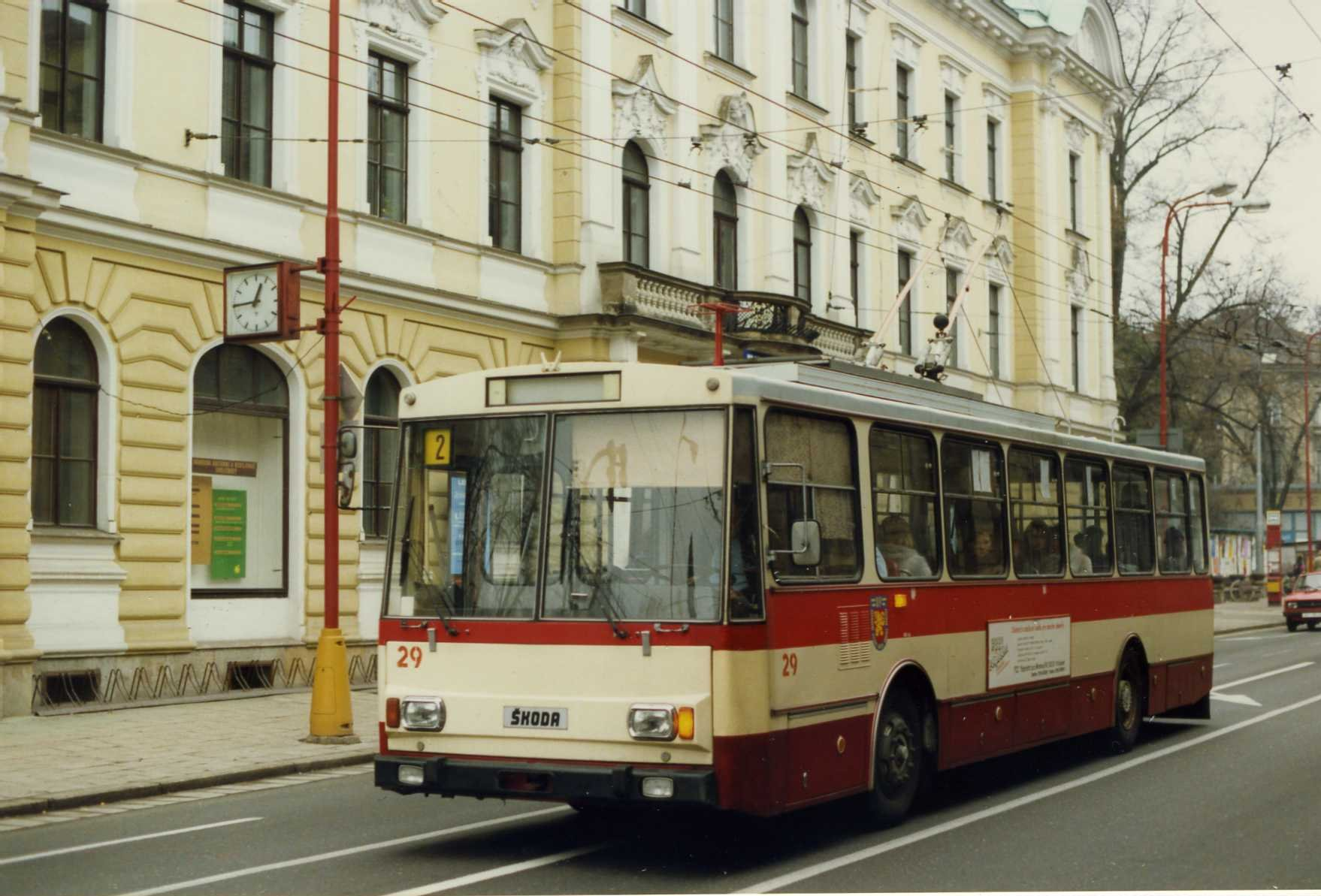
Trolejbus Škoda 14Tr v Hradci Králové v původním barevném schématu

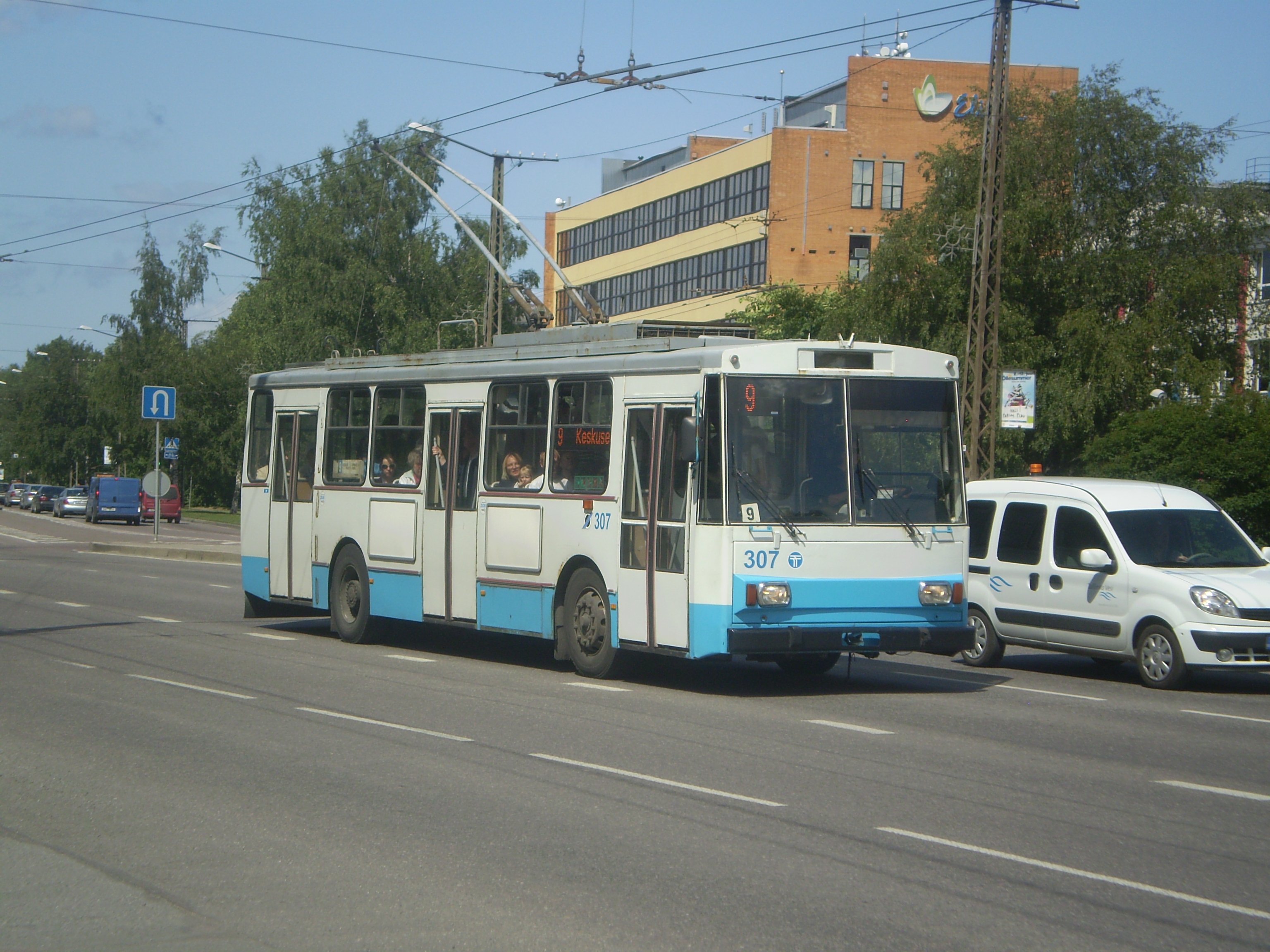
Škoda 14Tr v estonském Tallinnu

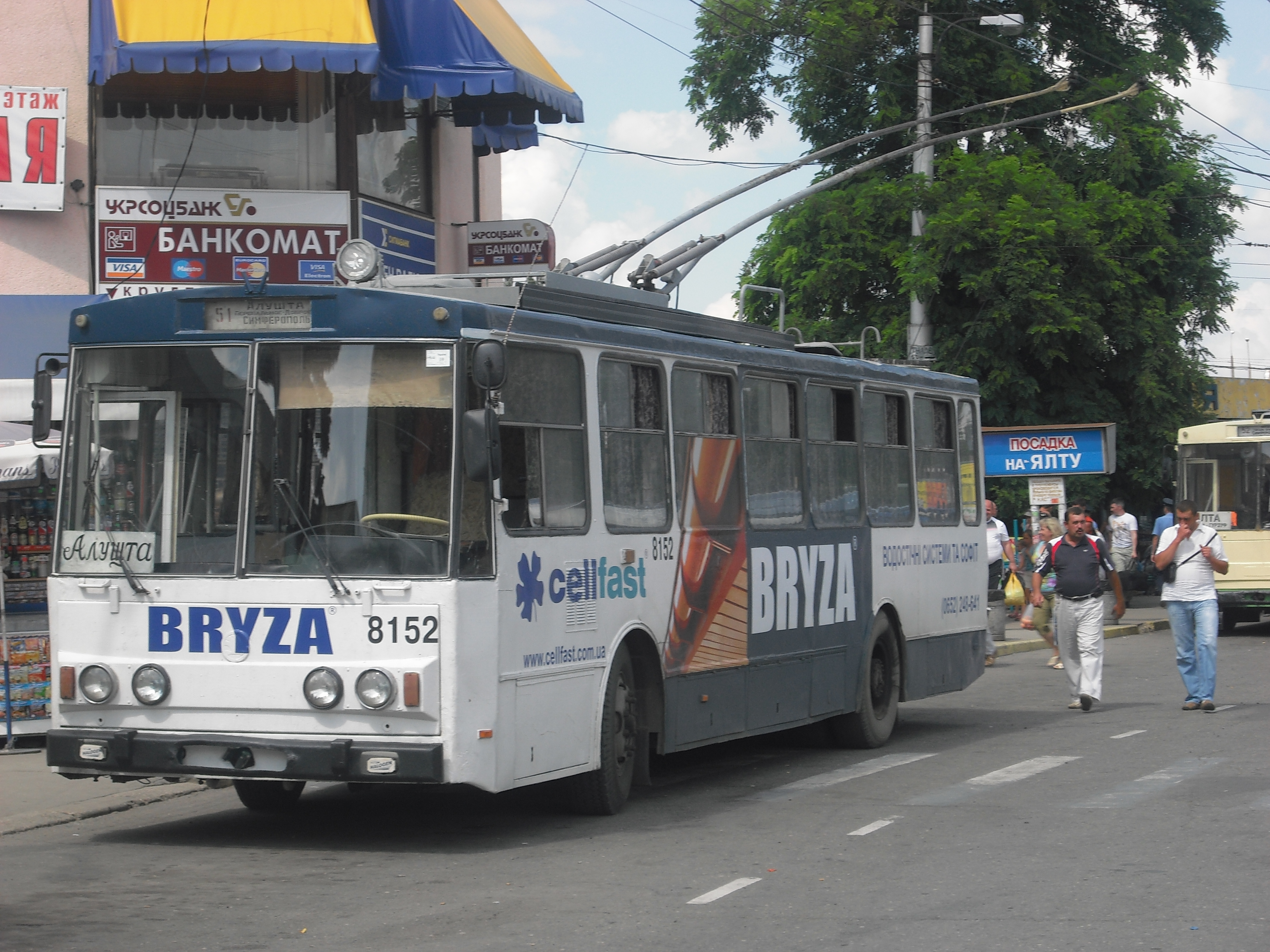
Škoda 14Tr v ukrajinském Simferopolu

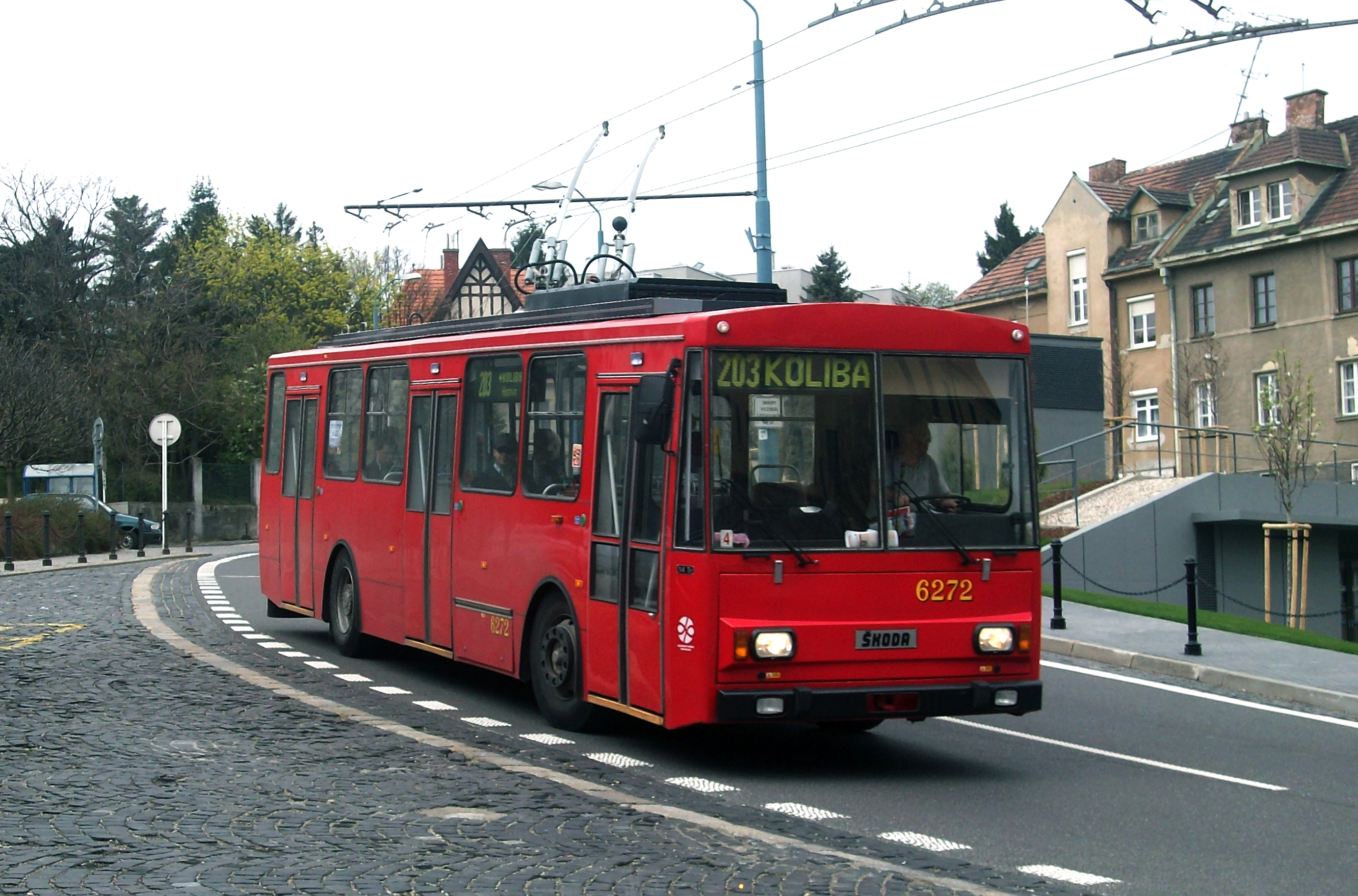
Bratislavská Škoda 14Tr

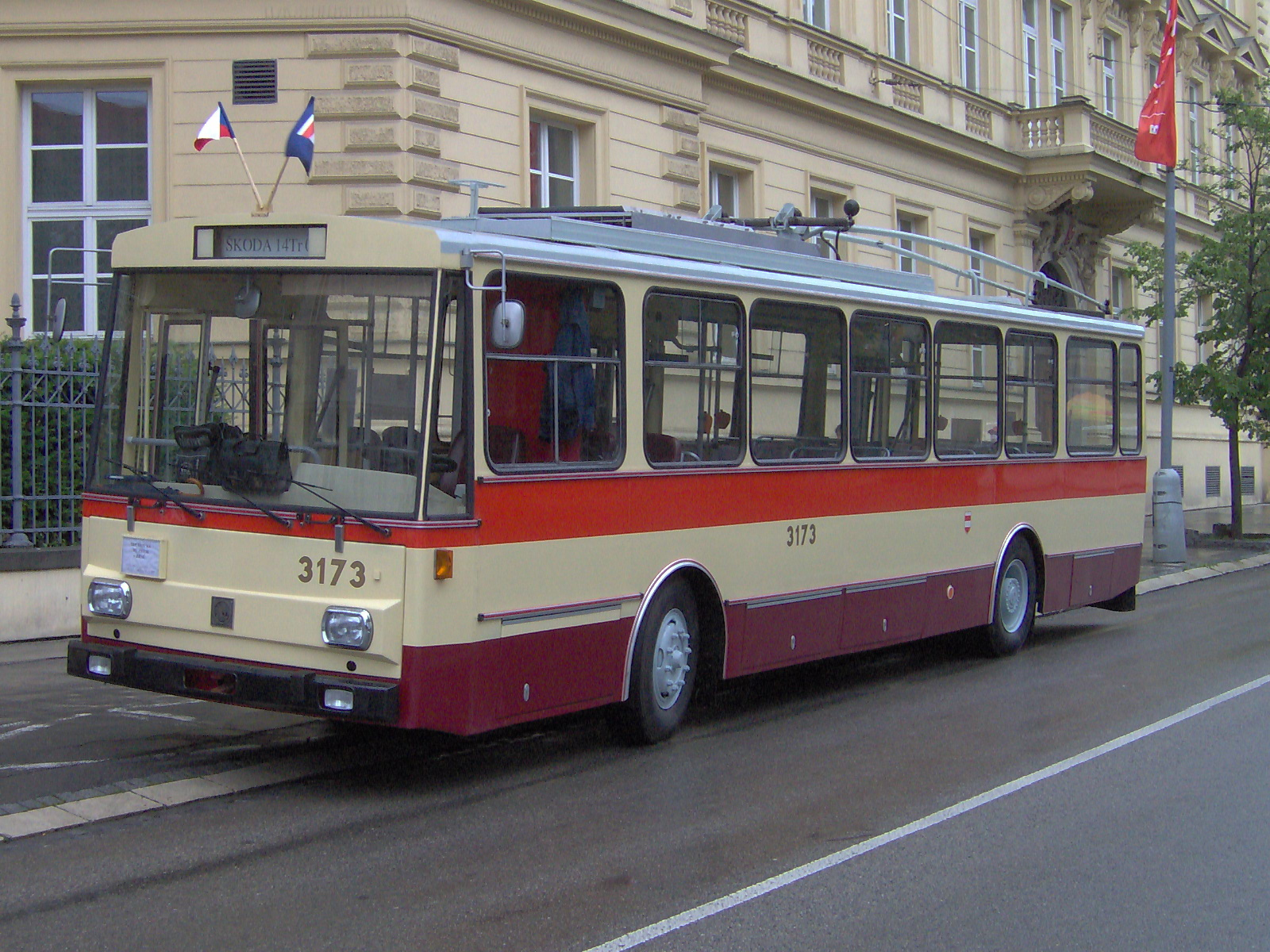
Historický trolejbus 14Tr v Brně

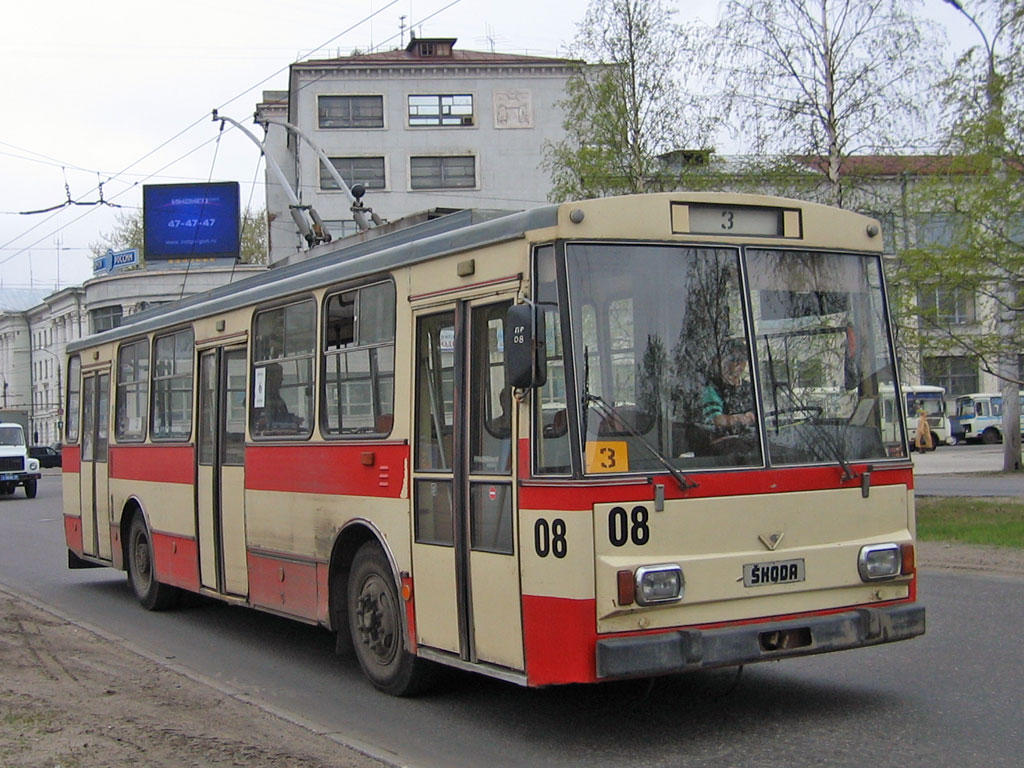
Původně plzeňská Škoda 14Tr v ruském Archangelsku

Škoda 14Tr je československý trolejbus vyráběný v letech 1981 až 1998 podnikem Škoda Ostrov. Prototypy byly vyrobeny již v letech 1972 a 1974.

## Konstrukce
Po ukončení nezdařeného pokusu o unifikaci autobusu a trolejbusu (Karosa ŠM 11 a Škoda T 11) a nerealizovaném projektu Škoda 13Tr byl na začátku 70. let 20. století v podniku Škoda vyprojektován další typ trolejbusu, který byl označen (s ohledem na použitý systém označení trolejbusů Škoda) jako 14Tr. Vývoj byl ale přerušen, poněvadž se předpokládalo nahrazení trolejbusové dopravy dopravou autobusovou. Teprve ropná krize vedla k přehodnocení postoje a práce na projektu vozu 14Tr byly obnoveny.
Vůz 14Tr je dvounápravový trolejbus se samonosnou karoserií. Její kostru tvoří vzájemně svařené prvky – rám, boční stěny, střecha a čela. Každý prvek je zhotoven z ocelových profilů a ze svařených lisovaných dílů. Kostra karoserie je pokryta ocelovým plechem, část pod okny je tepelně izolovaná a odhlučněná antivibračním nátěrem. V interiéru jsou stěny obloženy umělohmotnými deskami. V pravé bočnici jsou umístěny dvoje (u části vozů na export) nebo troje dvojkřídlé skládací dveře. Příčně umístěné sedačky pro cestující jsou potaženy koženkou.
V případě elektrické výzbroje bylo využito výhod posledních sérií trolejbusu 9Tr – tyristorové pulzní regulace.
Vozy nulté (ověřovací; označeny 14Tr0) a první (14Tr01) výrobní série měly problémy s pevností karoserie. Zatímco u vozů 14Tr01 byly problémy vyřešeny dodatečným zesíleném vozové skříně, trolejbusy 14Tr0 byly pro poddimenzování karoserie poměrně brzo vyřazovány. Trolejbusy vyrobené v dalších sériích už měly vozovou skříň zesílenou (silnější sloupky mezi okny a dveřmi, zesílený rošt vozů).
V roce 1995 byla zahájena souběžná produkce modernizované verze 14TrM, od poloviny 90. let byly vyráběny i speciální exportní varianty 14TrE a 14TrSF. Výroba původního typu 14Tr byla ukončena v roce 1999, vozy 14TrM byly produkovány nadále.
Od roku 2002 probíhala v ostrovském závodě Škody, kde se od roku 2004 kompletní trolejbusy již nevyrábí, výroba náhradních vozových skříní, které byly určeny pro neopravitelně poškozené vozy (např. zkorodované, jinak poškozené stářím nebo po nehodě).

## Prototypy
První prototyp, který se od ostatních trolejbusů 14Tr lišil odlišně provedenými čely vozu, byl vyroben již v roce 1972. Po různých zkouškách byl v roce 1974 prodán do Mariánských Lázní, kde obdržel evidenční číslo 22. Vyřazen byl v roce 1981.
Druhý prototyp vozu 14Tr měl obdobný osud. Vyroben byl v roce 1974, ještě téhož roku byl předán do Mariánských Lázní. Zde pod číslem 23 jezdil do roku 1984, kdy byl vyřazen a sešrotován.
Po obnovení prací na vývoji trolejbusu 14Tr bylo v roce 1980 vyrobeno ještě pět prototypových vozů, které se od následně vyráběných příliš nelišily.
Roku 1988 byl vyroben prototyp vozu 14Tr pro jízdu pod napětím 750 V. Do provozu byl zařazen o rok později v Banské Bystrici pod číslem 1001.

## Trolejbusový vlak TV–14Tr
V roce 1985 byla na základě požadavku kyjevského dopravního podniku vyrobena spřažená verze dvou trolejbusů 14Tr, která byla označena jako trolejbusový vlak TV – 14Tr a která měla být náhradou za tzv. scepky tvořené dvojicí trolejbusů 9Tr. Zkoušky jediné vyrobené soupravy TV – 14Tr byly prováděny na zkušební trati do Jáchymova a poté, od roku 1986, v Hradci Králové a v Kyjevě. Homologace pro zahraničí však nebyla dokončena a pro československé dopravní podniky se s tímto vlakem nepočítalo, proto byl projekt ukončen.

## Rekonstrukce a modernizace
- Škoda 14TrR – kompletní oprava vozové skříně, dosazení modernizačních prvků (digitální transparenty, nové sběrače, modernizace interiéru, apod.), v některých provozech vozy označovány jako 14TrM

## Dodávky trolejbusů
V letech 1972 až 1998 bylo vyrobeno 3 265 vozů Škoda 14Tr a dva vozy 14Tr tvořící soupravu trolejbusového vlaku TV–14Tr (součet vozů v tabulce uvedené níže dosahuje čísla 3273+2).
| Současný stát       | Město                       | Článek | Typ     | Roky dodávek | Počet vozů | Evidenční čísla při dodání | Poznámky                                     | Zdroj                                                         |
| ------------------- | --------------------------- | ------ | ------- | ------------ | ---------- | -------------------------- | -------------------------------------------- | ------------------------------------------------------------- |
| Arménie             | Gjumri                      | článek | 14Tr    |              | 49         |                            |                                              | [ 4 ]                                                         |
| Arménie             | Jerevan                     | článek | 14Tr    |              | 123        |                            |                                              | [ 4 ]                                                         |
| Ázerbájdžán         | Baku                        | článek | 14Tr    |              | 208        |                            |                                              | [ 4 ]                                                         |
| Ázerbájdžán         | Gandža                      | článek | 14Tr    | 1987         | 5          | 211–215                    |                                              | [ 4 ] [ 6 ]                                                   |
| Bosna a Hercegovina | Sarajevo                    | článek | 14Tr    |              | 79         |                            |                                              | [ 4 ]                                                         |
| Bulharsko           | Plovdiv                     | článek | 14Tr    | 1985–1986    | 24         | 264–287                    |                                              | [ 7 ]                                                         |
| Bulharsko           | Sliven                      | článek | 14Tr    | 1985–1986    | 28         | 150–177                    |                                              | [ 8 ]                                                         |
| Bulharsko           | Sofie                       | článek | 14Tr    | 1985         | 20         | 1501–1520                  |                                              | [ 9 ]                                                         |
| Bulharsko           | Varna                       | článek | 14Tr    | 1985–1986    | 30         | viz přehled                |                                              | [ 10 ]                                                        |
| Česko               | Brno                        | článek | 14Tr    | 1982–1994    | 103        | 3164–3266                  |                                              | [ 11 ]                                                        |
| Česko               | Hradec Králové              | článek | 14Tr    | 1983–1990    | 30         | 04–30, 57–59               |                                              | [ 12 ]                                                        |
| Česko               | Jihlava                     | článek | 14Tr    | 1983–1991    | 24         | 20–43                      |                                              | [ 13 ]                                                        |
| Česko               | Mariánské Lázně             | článek | 14Tr    | 1974–1994    | 20         | 22, 23, 33–50              | 22, 23 – 1. a 2. prototyp, 33 – 7. prototyp  | [ 14 ]                                                        |
| Česko               | Opava                       | článek | 14Tr    | 1982–1991    | 24         | 49–72                      |                                              | [ 15 ]                                                        |
| Česko               | Ostrava                     | článek | 14Tr    | 1984–1992    | 39         | 3123–3141, 3242–3261       |                                              | [ 16 ]                                                        |
| Česko               | Pardubice                   | článek | 14Tr    | 1983–1994    | 48         | viz přehled                |                                              | [ 17 ]                                                        |
| Česko               | Plzeň                       | článek | 14Tr    | 1982–1991    | 115        | 340, 346–413, 415–460      |                                              | [ 18 ]                                                        |
| Česko               | Škoda Ostrov                | —      | 14Tr    | 1980         | 1          | –                          | 4. prototyp                                  |                                                               |
| Česko               | Škoda Ostrov                | —      | TV–14Tr | 1985         | 2          | –                          | dva vozy 14Tr tvořící jednu soupravu TV–14Tr | [ 3 ]                                                         |
| Česko               | Teplice                     | článek | 14Tr    | 1982–1993    | 38         | 101, 103–105, 120–153      |                                              | [ 19 ]                                                        |
| Česko               | Ústí nad Labem              | článek | 14Tr    | 1988         | 5          | 401–405                    |                                              | [ 20 ]                                                        |
| Česko               | Zlín – Otrokovice           | článek | 14Tr    | 1982–1991    | 41         | viz přehled                | 26I – 3. prototyp                            | [ 21 ]                                                        |
| Čína                | Peking                      | článek | 14Tr    |              | 1          |                            |                                              | [ 4 ]                                                         |
| Čína                | Šen-jang                    | článek | 14Tr    |              | 1          |                            |                                              | [ 4 ]                                                         |
| Estonsko            | Tallinn                     | článek | 14Tr    | 1982–1989    | 99         | 210–308                    |                                              | [ 4 ] [ 22 ] [ 23 ] [ 24 ] [ 25 ] [ 26 ]                      |
| Gruzie              | Batumi                      | článek | 14Tr    | 1989         | 2          | 100, 101                   |                                              | [ 4 ] [ 27 ]                                                  |
| Gruzie              | Gori                        | článek | 14Tr    | 1985–?       | 3          | 38, 40, 41                 |                                              | [ 4 ] [ 28 ]                                                  |
| Gruzie              | Kutaisi                     | článek | 14Tr    |              | 2          |                            |                                              | [ 4 ]                                                         |
| Gruzie              | Ozurgeti                    | článek | 14Tr    | 1989–?       | 2          | 24, ?                      |                                              | [ 4 ] [ 29 ]                                                  |
| Gruzie              | Poti                        | článek | 14Tr    |              | 2          | 018, ?                     |                                              | [ 30 ] [ 31 ]                                                 |
| Gruzie              | Rustavi                     | článek | 14Tr    |              | 1          | 081                        |                                              | [ 4 ] [ 32 ]                                                  |
| Gruzie              | Samtredia                   | článek | 14Tr    |              | 2          | 020, 021                   |                                              | [ 4 ]                                                         |
| Gruzie              | Suchumi                     | článek | 14Tr    | 1987         | 2          | 97, 98                     |                                              | [ 4 ] [ 33 ]                                                  |
| Gruzie              | Tbilisi                     | článek | 14Tr    | 1983–1990    | 226        | 123–347                    | číslo 316 obsazeno dvakrát                   | [ 4 ] [ 34 ]                                                  |
| Gruzie              | Zugdidi                     | článek | 14Tr    |              | 1          | 3                          |                                              | [ 4 ] [ 35 ]                                                  |
| Kazachstán          | Almaty                      | článek | 14Tr    | 1997         | 12         | 1001–1010, 1030, 1032      |                                              | [ 36 ]                                                        |
| Litva               | Kaunas                      | článek | 14Tr    | 1982–1998    | 125        | viz přehled                |                                              | [ 4 ] [ 37 ]                                                  |
| Litva               | Vilnius                     | článek | 14Tr    | 1982–1997    | 228        | viz přehled                |                                              | [ 4 ] [ 38 ] [ 39 ] [ 40 ] [ 41 ] [ 42 ] [ 43 ] [ 44 ] [ 45 ] |
| Lotyšsko            | Riga                        | článek | 14Tr    | 1982–1997    | 254        | viz přehled                |                                              | [ 46 ] [ 47 ]                                                 |
| Maďarsko            | Szeged                      | článek | 14Tr    | 1993         | 1          | T-700                      |                                              | [ 4 ] [ 48 ]                                                  |
| Moldavsko           | Kišiněv                     | článek | 14Tr    |              | 9          |                            |                                              | [ 4 ]                                                         |
| Německo             | Eberswalde                  | článek | 14Tr    | 1983         | 3          | 1–3                        |                                              | [ 4 ] [ 49 ]                                                  |
| Německo             | Postupim                    | článek | 14Tr    | 1983         | 5          | 401–405                    |                                              | [ 4 ] [ 50 ]                                                  |
| Německo             | Výmar                       | článek | 14Tr    | 1982–1983    | 12         | 8000–8011                  |                                              | [ 4 ] [ 51 ] [ 52 ]                                           |
| Rusko               | Vologda                     | článek | 14Tr    |              | 6          |                            |                                              | [ 4 ]                                                         |
| Slovensko           | Banská Bystrica             | článek | 14Tr    | 1988–1989    | 7          | 1001–1007                  | 1001 – prototyp pro napětí 750 V             | [ 53 ]                                                        |
| Slovensko           | Bratislava                  | článek | 14Tr    | 1982–1991    | 115        | 61–78, 6219–6315           |                                              | [ 54 ]                                                        |
| Slovensko           | Prešov                      | článek | 14Tr    | 1982–1991    | 39         | 45–65, 69–81, 87–91        |                                              | [ 55 ]                                                        |
| Slovensko           | Žilina                      | článek | 14Tr    | 1994–1996    | 15         | 211–225                    |                                              | [ 56 ]                                                        |
| Ukrajina            | Černovice                   | článek | 14Tr    | 1983–1990    | 102        | 217–318                    |                                              | [ 4 ] [ 57 ] [ 58 ] [ 59 ] [ 60 ] [ 61 ] [ 62 ]               |
| Ukrajina            | Doněck                      | článek | 14Tr    |              | 5          |                            |                                              | [ 4 ]                                                         |
| Ukrajina            | Ivano-Frankivsk             | článek | 14Tr    | 1986–1988    | 31         | 126–156                    |                                              | [ 4 ] [ 63 ] [ 64 ] [ 65 ]                                    |
| Ukrajina            | Kyjev                       | článek | 14Tr    | 1980–1989    | 354        | viz přehled                |                                              | [ 4 ] [ 66 ]                                                  |
| Ukrajina            | Luhansk                     | článek | 14Tr    | 1983–1990    | 55         | 201–245                    | čísla 221–230 obsazena dvakrát               | [ 4 ] [ 67 ] [ 68 ] [ 69 ] [ 70 ] [ 71 ]                      |
| Ukrajina            | Lvov                        | článek | 14Tr    | 1984–1990    | 91         | 500–590                    |                                              | [ 4 ] [ 72 ] [ 73 ] [ 74 ] [ 75 ]                             |
| Ukrajina            | Mariupol                    | článek | 14Tr    | 1983–1990    | 76         | 1401–1476                  |                                              | [ 4 ] [ 76 ] [ 77 ] [ 78 ] [ 79 ] [ 80 ] [ 81 ] [ 82 ]        |
| Ukrajina            | Rovno                       | článek | 14Tr    | 1989         | 15         | 101–115                    |                                              | [ 4 ] [ 83 ]                                                  |
| Ukrajina            | Simferopol – Alušta – Jalta | článek | 14Tr    | 1981–1990    | 160        | viz přehled                | 002, 001 – 5. a 6. prototyp                  | [ 4 ] [ 84 ] [ 85 ] [ 86 ] [ 87 ] [ 88 ] [ 89 ] [ 90 ] [ 91 ] |
| Ukrajina            | Ternopil                    | článek | 14Tr    | 1984–1989    | 30         | 086–115                    |                                              | [ 4 ] [ 92 ] [ 93 ] [ 94 ]                                    |
| Uzbekistán          | Taškent                     | článek | 14Tr    |              | 145        |                            |                                              | [ 4 ]                                                         |

Čísla vozů
- Varna: 002, 013, 024, 035, 046, 057, 068, 079, 080, 091, 105, 116, 127, 138, 149, 150, 161, 173, 184, 195, 208, 219, 220, 231, 243, 254, 265, 276, 287, 298
- Pardubice: 301, 303, 305, 306, 309, 310, 313–334, 336–349, 351, 355–357, 361, 362
- Zlín – Otrokovice: 4, 12, 18–21, 24–26 (č. 26 obsazeno dvakrát), 34, 35, 37, 43, 58, 68, 69, 145–168
- Kaunas: 215–302, 305–326, 336–351
- Vilnius: 1400–1567, 1585–1599, 1605–2649[p. 6]
- Riga: 1-101–1-130, 1-132, 1-1100–1-1122, 1-1133–1-1199, 2-200–2-233, 2-1001–2-1099
- Kyjev: 101–199, 201–299, 301–398, 401–417, 1000–1003, 1006, 1008, 1009, 2001–2034
- Simferopol – Alušta – Jalta: 001, 002, 1021, 1801–1825, 1850–1866, 1900–1904, 1950, 1952–1956, 1959–1961, 2000–2010, 2050–2052, 2100–2106, 2150–2155, 3900, 5850–5853, 5950–5953, 6000–6005, 6050–6057, 6100–6106, 6150–6156, 7850–7853, 7900–7903, 7950–7953, 8000–8007, 8050–8053, 8100–8105, 8150–8156

## Historické vozy
- Bratislava (vůz č. 6207)
- Brno (ve sbírce Technického muzea brněnský vůz ev. č. 3173)
- Eberswalde (vůz č. 3)
- Hradec Králové (vůz ev. č. 08)
- Kyjev (vůz č. 336)
- Ostrava (vozy ev. č. 3229 a 3258)
- Pardubice (vůz ev. č. 311)
- Plzeň (vůz ev. č. 429)
- Historická spoločnosť mestskej dopravy Košice (prešovský vůz ev. č. 74)
- ŠKODA BUS KLUB PLZEŇ (plzeňský vůz ev. č. 432 – deponován v dopravním muzeu ve Strašicích)
- občanské sdružení Za záchranu historických autobusů a trolejbusů Jihlava (brněnský vůz ev. č. 3203 a jihlavský vůz ev. č. 59)
- soukromý sběratel (ostravský vůz ev. č. 3238)
- Žilina (vůz č. 213)